# 莫顿斯加普 (肯塔基州)
莫顿斯加普（英語：Mortons Gap），是美国肯塔基州的一座城市。面积约为3.1平方公里（1.2平方英里）。根据2010年美国人口普查，该市的人口为863人。